# Kim Young-dae
Kim Young-dae (Hangul: 김영대) es un actor y modelo surcoreano.

## Biografía
Tiene una hermana menor.

## Carrera
Es miembro de la agencia Outer Korea Management.
Tiene un gran parecido al actor surcoreano Gang Dong-won.
El 16 de enero del 2018 se unió al elenco de la serie web Just Too Bored (단지 너무 지루해서) donde interpretó a Woo Seung-woo, un empleado de "Samsung Pay Shopping" y el director general de la tecnología en información digital, hasta el final el 8 de marzo del mismo año.
El 4 de abril del mismo año se unió al elenco principal de la serie web What to Do With You (también conocida como "How to Deal With You") donde interpretó a Lee Geun, un joven que está enamorado de su mejor amiga Chae Sae-rom (Lee Ha-young) pero que ninguno de los dos saben como revelar sus sentimientos, hasta el final de la serie el 23 de mayo del mismo año.
Ese mismo año realizó una aparición especial durante el sexto episodio de la serie web Crushes Reverse donde interpretó al amigo de Don-yun y Sora, quien se reúne con ellos junto a su novia (Lee Ha-young).
En 2019 se unió al elenco de la serie Item donde dio vida a Kang Gon de joven. Papel interpretado por el actor Ju Ji-hoon de adulto y por Jung Ji-hoon de pequeño.
Ese mismo año se unió al elenco principal de la serie web To My Beautiful Woori donde interpretó a Park Jun-seok, un hombren que se reencuentra con su amiga de la escuela Bae Woo-ri (Lee Ha-young), a quien siempre ha admirado y de quien está enamorado.
El 2 de octubre del mismo año año se unió al elenco de la serie Extraordinary You (también conocida como "A Day Found by Chance") donde dio a Oh Nam-joo, un joven chaebol de segunda generación con una personalidad seca que a pesar de esconder un doloroso secreto, se enamora de Yeo Joo-da (Lee Na-eun), hasta el final de la serie el 21 de noviembre del mismo año.
En marzo del 2020 se unió al elenco invitado de la serie I'll Go To You When The Weather Is Nice donde interpretó a Oh Young-woo, el antiguo compañero de clases de Mok Hae-won (Park Min-young), quien comienza a experimentar una amplia gama de emociones a medida que se interesa cada vez más en ella, hasta el final de la serie el 21 de abril del mismo año.
En octubre del mismo año se unió al elenco recurrente de la serie Penthouse: War In Life donde dio vida a Joo Seok-hoon, uno de los hijos de Shim Soo-ryun (Lee Ji-ah) y el peligroso Joo Dan-tae (Um Ki-joon), hasta el final de la serie el 10 de septiembre de 2021.
El 2 de diciembre del mismo año se unió al elenco de la serie If You Cheat, You Die donde interpretó a Cha Soo-ho, un joven agente del Servicio de Inteligencia Nacional que se hace pasar por un empleado de tiempo parcial en una tienda, hasta el final de la serie el 28 de enero de 2021.
En abril de 2021 se anunció que estaba en pláticas para unirse al elenco principal de la serie Why Oh Soo Jae?, sin embargo en mayo del mismo año se anunció que había rechazado el papel debido a conflictos de programación.
Aunque en noviembre del mismo año se anunció que se unirá al elenco principal de la serie School 2021 donde interpretaría a Jung Young-joo, un estudiante transferido que conoce del pasado a Gong Ki-joon, en julio de 2021 se anunció que se había retirado de la serie debido a que las cosas eran diferentes de lo que se había discutido originalmente.
En abril de 2022 se unirá al elenco principal de la serie Shooting Stars (también conocida como "Falling Star") donde dará vida a Gong Tae-sung, una de las principales estrellas bajo la agencia Star Force Entertainment, un joven que tiene una apariencia luminosa y un aura sagrada que hace que las personas sientan que necesitan pedir un deseo en su presencia y quien debajo de su exterior educado esconde una personalidad inesperada.

## Filmografía

### Series de televisión
| Año     | Título                                  | Personaje           | Notas                           | Ref.          |
| ------- | --------------------------------------- | ------------------- | ------------------------------- | ------------- |
| 2017    | 전지적 짝사랑 시점 특펼편               | 김영대 역           | Serie web                       |               |
| 2018    | The Expiration Date of You and Me       | Kim Min-sik         |                                 |               |
| 2018    | Office Watch 2                          | Repartidor          | Serie web                       |               |
| 2018    | Just Too Bored                          | Woo Seung-woo       | Serie web, 16 episodios         |               |
| 2018    | What to Do With You                     | Lee Geun            | Serie web, 7 episodios          |               |
| 2018    | Crushes Reverse                         | Amigo de Don-yun    | Ep. 6                           |               |
| 2018    | Room of Romance                         | Mesero              | Ep. 5                           |               |
| 2018    | It's Okay To Be Sensitive               | Do Hwan             | Serie web, 10 episodios         |               |
| 2019    | It's Okay To Be Sensitive 2             | Do Hwan             | Serie web, episodio 10          |               |
| 2019    | About Youth                             | Lee Jay (이재이 역) | Serie web, 8 episodios          |               |
| 2019    | Item                                    | Kang Gon de joven   |                                 |               |
| 2019    | Office Watch 3                          | Yeon Hajun          |                                 |               |
| 2019    | To My Beautiful Woori                   | Park Jun-seok       | Serie web, 3 episodios          |               |
| 2019    | Extraordinary You                       | Oh Nam-joo          | 32 episodios                    |               |
| 2020    | I'll Go To You When The Weather Is Nice | Oh Young-woo        | Aparición especial, 3 episodios |               |
| 2020-21 | If You Cheat, You Die                   | Cha Soo-ho          | 16 episodios                    | [ 30 ]        |
| 2020-21 | Penthouse: War In Life                  | Joo Seok-hoon       |                                 |               |
| 2021    | True Beauty                             | Oh Nam-joo          | Aparición especial, episodio 15 | [ 31 ]        |
| 2021    | Under Cover                             | Kim Tae-yeol        | Aparición especial, 3 episodios |               |
| 2021    | Penthouse: War In Life 2                | Joo Seok-hoon       |                                 |               |
| 2021    | Penthouse: War In Life 3                | Joo Seok-hoon       |                                 |               |
| 2022    | Shooting Stars                          | Gong Tae-sung       |                                 | [ 32 ]        |
| 2022-23 | The Forbidden Marriage                  | Rey Lee Heon        |                                 | [ 33 ] [ 34 ] |
| 2023    | Moon in the Day                         | Han Jun-oh/Do-ha    |                                 | [ 35 ] [ 36 ] |
| 2024    | Perfect Family                          | Park Kyung-ho       |                                 | [ 37 ] [ 38 ] |
| 2024    | No hay amor desinteresado               | Kim Ji-wook         |                                 | [ 39 ] [ 40 ] |
| 2025    | I Am a Running Mate                     |                     | Serie web, aparición especial   | [ 41 ] [ 42 ] |

### Programas de variedades
| Año  | Título                                                         | Notas              | Ref.   |
| ---- | -------------------------------------------------------------- | ------------------ | ------ |
| 2021 | We Don't Bite: Villains in the Countryside (We Won’t Hurt You) | (ep. 2) - invitado | [ 43 ] |

### Presentador
| Año  | Programa                           | Notas                    | Ref.   |
| ---- | ---------------------------------- | ------------------------ | ------ |
| 2019 | Melon Music Awards 2019            | presentador de categoría |        |
| 2020 | Gaon Music Awards                  | presentador de categoría |        |
| 2021 | 2021 MAMA (2021 Mnet Music Awards) | presentador de categoría | [ 44 ] |

### Aparición en videos musicales
| Año  | Intérpretes       | Canción                        | Notas               | Ref.   |
| ---- | ----------------- | ------------------------------ | ------------------- | ------ |
| 2018 | Ben & Kim Won Joo | "The First Night"              |                     |        |
| 2021 | Yoon Jong-shin    | "Graduation Tears" (졸업 눈물) | junto a Kim Sae-ron | [ 45 ] |

### Programas de radio
| Año  | Título                    | Notas    |
| ---- | ------------------------- | -------- |
| 2020 | Jo Woo Jong’s KBS Cool FM | invitado |

### Teatro
| Año         | Título          | Personaje | Notas |
| ----------- | --------------- | --------- | ----- |
| 2017 - 2018 | A Story to Kill | -         |       |

### Endorsos
| Año   | Título         | Notas     |
| ----- | -------------- | --------- |
| 2021- | Goobne Chicken | Embajador |

### Anuncios
| Año  | Título         | Notas               |
| ---- | -------------- | ------------------- |
| 2017 | Compete        |                     |
| 2021 | Goobne Chicken | junto a Kang Min-ah |

### Revistas / sesiones fotográficas
| Año  | Título                    | Notas                                         |
| ---- | ------------------------- | --------------------------------------------- |
| 2021 | The Star Magazine         | [ 48 ]                                        |
| 2021 | Cosmopolitan Magazine     | junto a Kim Hyun-soo - (publicación de marzo) |
| 2021 | W Korea Magazine          | [ 50 ]                                        |
| 2021 | W Korea Magazine          | junto a Han Ji-hyun - (publicación de mayo)   |
| 2021 | Arena Homme Plus Magazine | [ 53 ]                                        |
| 2021 | Marie Claire Korea        | (publicación de julio)                        |
| 2021 | Allure Magazine           | [ 55 ]                                        |
| 2021 | Pievision Magazine        | (publicación de agosto)                       |
| 2022 | Elle Magazine             | junto a Lee Sung-kyung                        |

## Premios y nominaciones
| Año  | Premio                       | Categoría                                  | Trabajo                        | Resultado | Ref.          |
| ---- | ---------------------------- | ------------------------------------------ | ------------------------------ | --------- | ------------- |
| 2019 | 2019 MBC Drama Award         | Mejor actor revelación                     | Extraordinary You              | Nominado  |               |
| 2020 | SBS Drama Award              | Mejor actor revelación                     | Penthouse: War In Life         | Nominado  |               |
| 2020 | 34th KBS Drama Awards        | Premio a la popularidad                    | If You Cheat, You Die          | Ganador   | [ 58 ]        |
| 2020 | 34th KBS Drama Awards        | Mejor actor revelación                     | If You Cheat, You Die          | Nominado  |               |
| 2021 | 2021 SBS Drama Award         | Mejor actor revelación                     | Penthouse: War In Life S2 & S3 | Ganador   | [ 59 ]        |
| 2021 | 2021 Brand Of The Year Award | Mejor actor revelación                     | -                              | Ganador   | [ 60 ]        |
| 2021 | 57th Baeksang Arts Award     | Mejor actor revelación                     | Penthouse: War In Life         | Nominado  | [ 61 ] [ 62 ] |
| 2022 | MBC Drama Awards             | Premio a la excelencia, actor en miniserie | The Forbidden Marriage         | Ganador   | [ 63 ]        |
| 2022 | MBC Drama Awards             | Mejor pareja (con Park Ju-hyun)            | The Forbidden Marriage         | Nominados | [ 63 ]        |